# Sean Murray (acteur)
Sean Murray (Bethesda (Maryland), 15 november 1977) is een Amerikaans acteur.
Murray begon met acteren toen hij veertien was. Hij speelde in een aantal televisieseries en films. Hij werd bij een groter publiek bekend door zijn rollen als Danny Walden in JAG (2000-2001) en als Timothy McGee in NCIS (2003-heden). Hij werd tweemaal genomineerd voor een Young Artist Award. Murray is stiefzoon van Donald Bellisario, producent van JAG en NCIS.